# Rue Saint-Hubert (Paris)
Pour les articles homonymes, voir Rue Saint-Hubert.
La rue Saint-Hubert est une voie du 11e arrondissement de Paris, en France.

## Situation et accès
La rue Saint-Hubert est une voie publique située dans le 11e arrondissement de Paris. Elle débute au 66-70, rue Saint-Maur et se termine au 86, avenue de la République.

## Origine du nom
Cette voie porte le nom de saint Hubert, saint patron des chasseurs.

## Historique
Cette voie est amorcée du côté de la rue Saint-Maur à partir de 1908 sous le nom de « rue Nouvelle », et reçoit, en 1932, sur décision des propriétaires riverains celui de « rue Saint-Hubert ». Elle est classée dans la voirie parisienne par un arrêté du 8 janvier 1935.